# Edward Gross
Edward Gross (Estados Unidos, 19 de septiembre de 1916-14 de enero de 1989), también llamado Edwin Gross, fue un gimnasta artístico estadounidense, subcampeón olímpico en Los Ángeles 1932 en la prueba de volteretas.

## Carrera deportiva
En las Olimpiadas de Los Ángeles 1932 ganó la medalla de plata en la prueba de las volteretas, quedando situado en el podio tras su compatriota Rowland Wolfe y por delante de otro estadounidense William Herrmann.